# Istituto Nazionale di Statistica

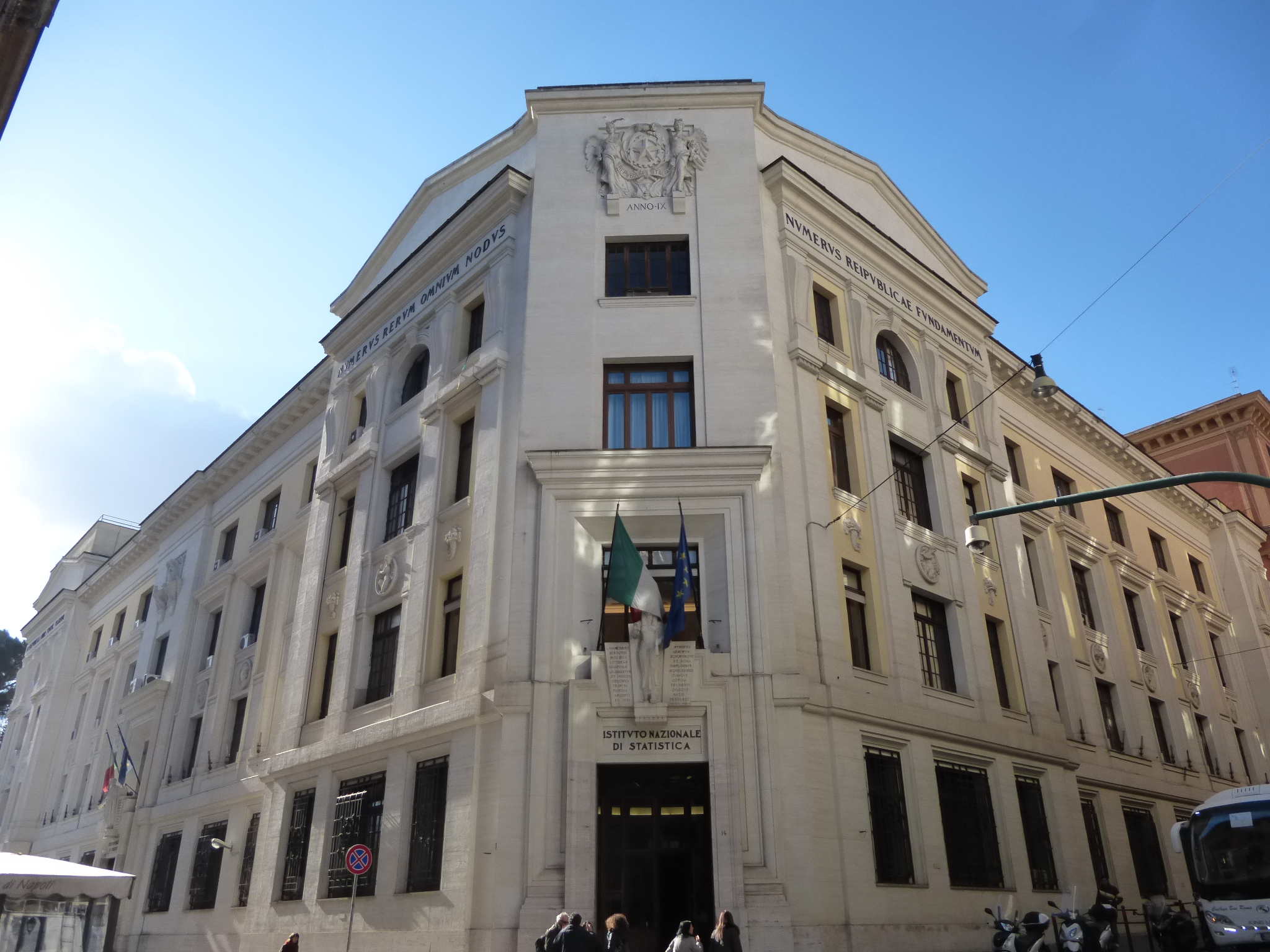
Gebouw van ISTAT

Istituto Nazionale di Statistica, afgekort ISTAT (Nederlands: Nationaal Instituut voor de Statistiek) is de Italiaanse pendant van het Centraal Bureau voor de Statistiek in Nederland en het Statbel in België. Het ISTAT werd opgericht in 1926 en zetelt in Rome. Het instituut is onder meer verantwoordelijk voor de volkstellingen. Behalve de volkstellingen meet het ISTAT de economische activiteit (productiviteit), het consumentengedrag, bestedingspatronen, het bouwbedrijf enzoverder. 
Naast ISTAT bestaat sinds 1978 alleen nog de regionale statistische dienst van Zuid-Tirol onder de naam "Istituto provinciale di statistica" (Duits: Landesinstitut für Statistik), afgekort tot ASTAT. Dit instituut vervult enkele aanvullende statistische taken met betrekking tot Zuid-Tirol.